# Sokolica (wieś w województwie warmińsko-mazurskim)
Sokolica (niem. Falkenau) – wieś w Polsce, położona w województwie warmińsko-mazurskim, w powiecie bartoszyckim, w gminie Bartoszyce, między Łabędnikiem a Wiatrowcem Warmińskim. W jej okolicach jest niemiecki niegdyś cmentarz.
Do 1954 roku siedziba gminy Sokolica. W latach 1975–1998 wieś położona była w województwie olsztyńskim.

## Integralne części wsi
| SIMC    | Nazwa | Rodzaj     |
| ------- | ----- | ---------- |
| 0471047 | Gruda | przysiółek |

## Historia
Wieś założona w połowie XIV w. na prawie chełmińskim. W tym czasie wybudowano także kościół. Podczas wojny polsko-krzyżackiej w 1521 r. wieś została spalona i zniszczona. Przykościelna szkoła w okresie reformacji (po 1525 r.) stała się szkołą parafialną. W 1737 poddano ją nadzorowi państwowemu. W 1935 r. w szkle pracowało dwóch nauczycieli i uczyło się 103 dzieci.
W 1939 we wsi mieszkało 552 osoby.
Parafia ewangelicka istniała w latach 1533-1945. W tym okresie proboszczami byli:
| - NN., do 1538 - Esticampianks, 1545 - NN., do 1556 - NN., do 1558 - Michael Harenius, 1579, 1599 - Johann Kluge, 1615-1618 - Georg Schwartz, 1623, 1632 - Georg Kleibitz - Georg Bliesner, 1655-1670 - Matthias Jacobi, 1670-1696 - Christian Heinrich Gebuhr, 1697-1735 - Laurentius Bödner, 1735-1771 | - Abraham Simon Roscius, 1766-1780 - Gerhard Gottfried Vogler, 1781-1786 - Johann Daniel Schmidt, 1787-1792 - Johann Friedrich Worm, 1792-1793 - Abraham Becker, 1794-1836 - Wilhelm Frank, od 1837 - Christian Theodor M. Großjohann, 1859-1867 - Carl Ludwig Milau, 1867-1889 - Johannes Adolf V. Hübner, 1889-1922 - Ferdinand Todtenhaupt, od 1923 - Richard Daudert, do 1945 |

W końcu 1945 r. wieś zasiedlili osadnicy z Polski a wieś stała się siedzibą gminy (przejściowo nosiła nazwę gmina Łabędnik). Pierwszym wójtem był Władysław Januszewski. Od 1946 roku wójtem był Piotr Dworowski. Po powstaniu Gminnej Rady Narodowej Dworowski został porzewodniczącym, a na wójta wybrano Józefa Zabielskiego. Po nim wójtem był Stanisław Wierzchoń. W 1946 r. powstała spółdzielnia rolniczo-handlowa Związek Samopomocy Chłopskiej. Szkoła uruchomiona została w 1946 r. (pierwsza kierowniczka i organizatorka była Danuta Wołejko, później kierownikiem był Jerzy Lewandowski). W 1966 r. szkoła przeniosła się do nowego budynku.
W 1983 r. we wsi były gospodarstwa indywidualne (55 – obejmowały 662 ha) oraz PGR. W tym czasie było 47 budynków mieszkalnych z 314 mieszkańcami. W 1983 r. we wsi hodowano 449 sztuk bydła (w tym 278 krów), 303 sztuki trzody chlewnej, 32 konie i 6 owiec. W tym czasie we wsi była szkoła podstawowa, przedszkole z 18 dziećmi, klub, punkt biblioteczny, sklep spożywczy, sklep przemysłowy, młyn, zakład wyposażenia sprzętu rolniczego. W PGR Sokolnica było 9 budynków mieszkalnych z 94 osobami.

## Zabytki
Kościół parafialny pw. św. Anny jest budowlą gotycką, ceglaną (cegła układana w wiązania wendyjskie i polskie), salową, wzniesioną po połowie XIV w., wnętrze jest kryte stropem. Prezbiterium jest wydzielone. Wieża, od strony zachodniej, pochodzi z końca XIV w. (z cegły ułożonej w wiązania polskie, trójkondygnacyjna, z dachem siodłowym), zakrystia powstała w 1892 r. na miejscu starszej, rozebranej w 1890 r. Ozdobą kościoła jest szczyt wschodni, bogato rozczłonkowany bielonymi blendami i ukośnie ustawionymi filarkami oraz i szczyty wieży. Nową zakrystię od strony północnej dobudowano w XVII w. (w miejscu starej). Obok wejścia wmurowane były żelazne dyby.
W 1896 przeprowadzono prace restauratorskie, w czasie których odsłonięto malowidła gotyckie z ok. 1500 r. Zostały one ponownie zakryte tynkiem. W latach 1525–1945 świątynia, jak inne na terenie dawnych Prus Książęcych, była ewangelicka. Z czasów przedreformacyjnych zachował się gotycki rzeźbiony tryptyk z około 1420-1430 r. Były też relikty innych ołtarzy, lecz niestety zaginęły. Na ścianach odkryto 1896 relikty późnogotyckich malowideł z postaciami apostołów. W 1945 r. kościół przejęli katolicy.
Ołtarz główny wzniesiono 1681 z fundacji rodów Kreytzenów i Kanitzów, wtedy też powstała ambona. Zwraca uwagę płyta nagrobna Jerzego Kanitza zmarłego 1687. W ścianie znajduje się wmurowana płyta nagrobna pułkownika Jerzego Kanitza (zm. 1681, był teściem Fryderyka Kreytzena). Uwidoczniona jest płaskorzeźba, przedstawiająca zmarłego.
Na ścianie południowej zawieszono gotycki tryptyk z ok. 1420-1430.